# Molgula pugetiensis
Molgula pugetiensis is een zakpijpensoort uit de familie van de Molgulidae. De wetenschappelijke naam van de soort is voor het eerst geldig gepubliceerd in 1898 door Herdman.